# Lưu Tham
Lưu Tham (chữ Hán: 刘參, ? - 162 TCN), tức Đại Hiếu vương (代孝王), là vương chư hầu nhà Hán trong lịch sử Trung Quốc. Trong cuộc đời mình ông từng giữ các tước vị Thái Nguyên vương và Đại vương

## Tiểu sử
Lưu Tham là hoàng thứ tử của Hán Văn Đế Lưu Hằng, mẫu thân của ông không được sử sách đề cập đến, nhưng chắc chắn không phải là Đậu hoàng hậu. Sử sách không ghi lại năm sinh của Lưu Tham.
Năm 178 TCN, Lưu Tham cùng hai anh là Lưu Vũ, Lưu Ấp đều được phong vương; trong đó ông được phong làm Thái Nguyên vương. Năm 176 TCN, Đại vương Vũ dời phong làm Hoài Dương vương; Văn Đế dời Thái Nguyên vương Tham làm Đại vương, đóng đô ở Tấn Dương, lại vẫn được phong ấp ở Thái Nguyên. Theo pháp luật triều Hán, chư hầu vương 5 năm vào triều 1 lần, Đại vương Tham trong thời gian tại vị đã nhập triều 3 lần.
Năm 162 TCN, Lưu Tham qua đời. Anh trưởng của ông là Hán Cảnh Đế Lưu Khải chào đời năm 188 TCN, nên có thể suy ra rằng lúc mất, Lưu Tham còn khá trẻ. Ông làm Đại vương 17 năm, được đặt tên thụy là Hiếu vương. Thái tử Lưu Đăng lên nối ngôi, là Đại Cung vương.

## Gia quyến
- Phụ thân: Hán Văn Đế Lưu Hằng
- Mẹ đích: Hiếu Văn Đậu hoàng hậu
- Mẹ sinh: Một cơ thiếp của Hán đế
- Anh chị em
  - Quán Đào trưởng công chúa Lưu Phiêu
  - Hán Cảnh Đế Lưu Khải
  - Lương Hoài vương Lưu Ấp
  - Lương Hiếu vương Lưu Vũ
  - Xương Bình công chúa
- Con cái
  - Đại Cung vương Lưu Đăng